# Kusama Yayoi
Kusama Yayoi (草間 彌生 sinh ngày 22 tháng 3 năm 1929) là một nhà nghệ thuật đương đại người Nhật Bản. Bà đã được công nhận là một trong những nghệ sĩ còn sống quan trọng nhất đến từ Nhật Bản, nữ nghệ sĩ bán chạy nhất thế giới, và là nghệ sĩ còn sống thành công nhất thế giới. Bà hoạt động chủ yếu trong điêu khắc và sắp đặt và cũng hoạt động trong vẽ, biểu diễn, nghệ thuật video, thời trang, thơ, tiểu thuyết và các lĩnh vực khác nghệ thuật. Tác phẩm của bà dựa trên nghệ thuật khái niệm và thể hiện một số thuộc tính của chủ nghĩa nữ quyền, chủ nghĩa tối giản, chủ nghĩa siêu thực, Nghệ thuật tàn bạo, pop nghệ thuật và chủ nghĩa biểu hiện trừu tượng, đồng thời được truyền tải nội dung tự truyện, tâm lý và tình dục. Tác phẩm của bà đã ảnh hưởng đến tác phẩm của những người cùng thời với bà, bao gồm cả Andy Warhol và Claes Oldenburg.

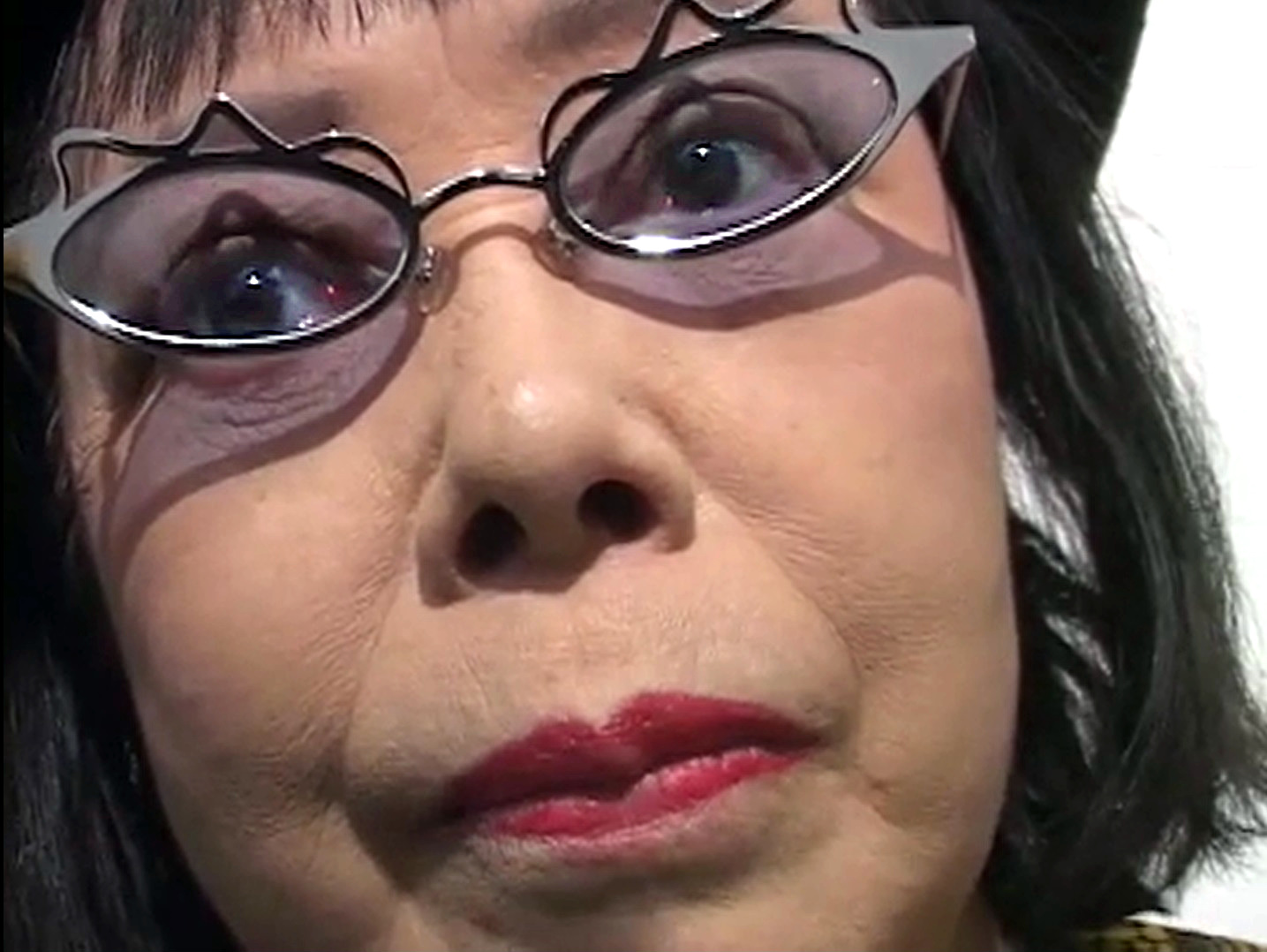
Kusama Yayoi trong Speaking Portraits

Kusama lớn lên ở Matsumoto và được đào tạo tại Đại học Nghệ thuật Thành phố Kyoto trong một năm theo phong cách hội họa truyền thống của Nhật Bản có tên là nihonga. Cô ấy được truyền cảm hứng từ người Mỹ Chủ nghĩa ấn tượng trừu tượng. Cô chuyển đến Thành phố New York vào năm 1958 và là một phần của bối cảnh tiên phong New York trong suốt những năm 1960, đặc biệt là trong trào lưu pop art. Nắm bắt sự trỗi dậy của văn hóa phản kháng hippie cuối thập niên 1960, bà được công chúng chú ý khi tổ chức một chuỗi sự kiện trong đó những người tham gia khỏa thân được vẽ bằng chấm bi polkacó màu sắc rực rỡ. Bà đã trải qua một giai đoạn vào những năm 70 mà tác phẩm của bà gần như bị lãng quên, nhưng sự quan tâm trở lại vào những năm 1980 đã đưa nghệ thuật của bà trở lại với công chúng. Kusama đã tiếp tục sáng tạo nghệ thuật ở nhiều bảo tàng khác nhau trên khắp thế giới, từ những năm 1950 đến những năm 2020.
Kusama đã cởi mở về sức khỏe tâm thần của mình và đã cư trú từ những năm 1970 tại một cơ sở chăm sóc sức khỏe tâm thần mà bà rời đi hàng ngày để đi bộ đến studio gần đó để làm việc. Bà nói rằng nghệ thuật đã trở thành cách bà thể hiện những vấn đề tinh thần của mình. "Tôi chiến đấu với nỗi đau, lo lắng và sợ hãi mỗi ngày và phương pháp duy nhất tôi tìm thấy giúp tôi nhẹ nhõm hơn bệnh tật là để tiếp tục sáng tạo nghệ thuật", bà nói với một người phỏng vấn vào năm 2012. "Tôi đã đi theo con đường nghệ thuật và bằng cách nào đó đã khám phá ra một con đường cho phép tôi sống."

## Tiểu sử

### Thời thơ ấu: 1929–1949
Yayoi Kusama sinh ngày 22 tháng 3 năm 1929 tại Matsumoto, Nagano. Sinh ra trong một gia đình thương gia sở hữu trang trại vườn ươm cây và hạt giống, Kusama đã bắt đầu vẽ những bức tranh về những quả bí ngô ở trường tiểu học và tạo ra những tác phẩm nghệ thuật mà cô nhìn thấy từ ảo giác, những tác phẩm sau này đã định hình sự nghiệp của cô. Mẹ cô không ủng hộ những nỗ lực sáng tạo của cô; Kusama sẽ vội vàng hoàn thành tác phẩm của mình vì mẹ cô sẽ mang nó đi để làm cô nản lòng. Mẹ cô bị cha cô bạo hành gia đình, và Kusama nhớ cha cô là "kiểu người thích chơi bời, lăng nhăng rất nhiều". Cô nhớ rằng mẹ cô thường cử cô đi theo dõi ngoại tình của cha cô, điều này khiến cô thấm nhuần sự khinh thường suốt đời đối với tình dục, đặc biệt là phần thân dưới của nam giới và dương vật: " Tôi không thích tình dục, tôi bị ám ảnh bởi tình dục, khi tôi còn nhỏ, bố tôi có người yêu và tôi đã từng gặp ông ấy. Mẹ tôi cử tôi đi theo dõi anh ấy. Tôi đã không muốn quan hệ tình dục với bất kỳ ai trong nhiều năm [...] Nỗi ám ảnh tình dục và nỗi sợ hãi về tình dục luôn tồn tại trong tôi." Tuổi thơ đau thương, bao gồm cả những tầm nhìn tuyệt vời, có thể nói là nguồn gốc phong cách nghệ thuật của cô.
Khi Kusama được mười tuổi, cô bắt đầu trải nghiệm những ảo giác sống động mà cô mô tả là "những tia sáng, hào quang hoặc những trường chấm dày đặc". Những ảo giác này bao gồm những bông hoa nói chuyện với Kusama và những hoa văn trên vải mà cô ấy nhìn chằm chằm vào sự sống, nhân lên và nhấn chìm hoặc tiêu diệt cô ấy, một quá trình mà cô ấy đã thực hiện trong sự nghiệp nghệ thuật của mình và được cô ấy gọi là "sự tự hủy hoại". Nghệ thuật của Kusama đã giúp cô thoát khỏi gia đình và tâm trí của chính mình khi cô bắt đầu gặp ảo giác. Cô được cho là đã bị mê hoặc bởi những viên đá trắng mịn bao phủ lòng sông gần đó ngôi nhà của gia đình cô, nơi mà cô cho là một trong những ảnh hưởng lớn nhất đằng sau sự gắn bó lâu dài của cô với các dấu chấm.
Khi Kusama 13 tuổi, cô được gửi đến làm việc trong một nhà máy quân sự, nơi cô được giao nhiệm vụ may và chế tạo dù cho quân đội Đế quốc Nhật Bản trong Thế chiến thứ hai. Khi nhớ về thời gian ở nhà máy, cô nói rằng cô đã trải qua tuổi thanh xuân "trong bóng tối khép kín" mặc dù cô luôn có thể nghe thấy không kích cảnh báo sẽ cất cánh và nhìn thấy B-29 của Mỹ bay trên đầu vào ban ngày. Tuổi thơ của cô bị ảnh hưởng rất nhiều bởi các sự kiện của chiến tranh, và cô ấy tuyên bố rằng chính trong thời gian này, cô ấy bắt đầu coi trọng các khái niệm về tự do cá nhân và sáng tạo. Cô ấy theo học Trường trung học Arigasaki.

### Thành công ban đầu ở Nhật Bản: 1950–1956
Đến năm 1950, cô miêu tả các dạng tự nhiên trừu tượng bằng màu nước, bột màu và sơn dầu, chủ yếu trên giấy. Cô bắt đầu phủ lên các bề mặt—tường, sàn nhà, canvas, và sau đó là đồ gia dụng và trợ lý khỏa thân—bằng các họa tiết chấm bi đã trở thành thương hiệu trong tác phẩm của cô.
Những cánh đồng chấm bi rộng lớn, hay còn gọi là "lưới vô cực", như cô gọi, được lấy trực tiếp từ ảo giác của cô. Tác phẩm sớm nhất được ghi lại trong đó cô kết hợp những dấu chấm này là một bức vẽ vào năm 1939 lúc 10 tuổi, trong đó hình ảnh một người phụ nữ Nhật Bản trong bộ kimono, được cho là mẹ của nghệ sĩ, bị che phủ và xóa sạch bởi các đốm. Loạt tranh canvas quy mô lớn đầu tiên của cô, đôi khi dài hơn 30 ft, Infinity Nets, được bao phủ hoàn toàn bởi một chuỗi các lưới và các chấm ám chỉ những ảo ảnh.
Trong bức tranh Hoa (D.S.P.S) năm 1954 của mình, Kusama đã nói:
 Một ngày nọ, tôi đang nhìn những hoa văn màu đỏ trên tấm khăn trải bàn trên bàn, và khi nhìn lên, tôi thấy hoa văn tương tự bao phủ trần nhà, cửa sổ và tường, và cuối cùng khắp căn phòng, cơ thể tôi và vũ trụ. Tôi cảm thấy như thể mình đã bắt đầu tự xóa bỏ chính mình, quay cuồng trong sự vô tận của thời gian vô tận và sự tuyệt đối của không gian, và bị biến thành hư vô. Khi tôi nhận ra điều đó đang thực sự xảy ra chứ không phải chỉ trong trí tưởng tượng của mình, tôi rất sợ hãi. Tôi biết mình phải chạy trốn kẻo bị những bông hoa đỏ phù phép cướp đi mạng sống. Tôi chạy lên cầu thang một cách tuyệt vọng. Những bậc thang bên dưới tôi bắt đầu gãy rời và tôi ngã xuống cầu thang và bị bong gân mắt cá chân.

### Thành phố New York: 1957–1972
Sau khi sống ở Tokyo và Pháp, Kusama rời Nhật Bản ở tuổi 27 để đến Hoa Kỳ. Cô ấy đã tuyên bố rằng cô ấy bắt đầu coi xã hội Nhật Bản là "quá nhỏ bé, quá nô lệ, quá phong kiến và quá khinh miệt phụ nữ". Trước khi rời Nhật Bản đến Hoa Kỳ, cô ấy đã phá hủy nhiều mối quan hệ đầu đời của mình. hoạt động. Năm 1957, bà chuyển đến Seattle, nơi bà tổ chức một cuộc triển lãm tranh tại Phòng trưng bày Zoe Dusanne. Cô ở đó một năm trước khi chuyển đến Thành phố New York, sau khi trao đổi thư từ với Georgia O'Keeffe trong đó cô tuyên bố muốn tham gia ánh đèn sân khấu của thành phố và tìm kiếm lời khuyên của O'Keeffe. Trong thời gian ở Mỹ, cô nhanh chóng tạo dựng được danh tiếng là người đi đầu trong phong trào tiên phong và nhận được nhiều lời khen ngợi cho công việc của mình từ nhà phê bình nghệ thuật theo chủ nghĩa vô chính phủ Herbert Read.
Năm 1961, cô chuyển xưởng vẽ của mình vào cùng tòa nhà với Donald Judd và nhà điêu khắc Eva Hesse; Hesse đã trở thành bạn thân. Vào đầu những năm 1960, Kusama bắt đầu tạo ra cái gọi là tác phẩm điêu khắc mềm mại bằng cách bao phủ các đồ vật như thang, giày và ghế bằng các phần nhô ra màu trắng. Bất chấp sự phức tạp được quản lý vi mô của các bản vẽ, cô ấy thực hiện chúng nhanh chóng và với số lượng lớn, thiết lập nhịp điệu năng suất mà cô ấy vẫn duy trì. Cô cũng hình thành những thói quen khác, chẳng hạn như thường xuyên chụp ảnh với tác phẩm mới<ref name="nytimes1">Holland Cotter (12 tháng 7 năm 2012), /arts/design/yayoi-kusama-at-whitney-museum-of-american-art.html Ảo giác sống động từ một cuộc đời mong manh – Yayoi Kusama tại Bảo tàng Nghệ thuật Hoa Kỳ Whitney archive.org/web/20220715080533/https://www.nytimes.com/2012/07/13/arts/design/yayoi-kusama-at-whitney-museum-of-american-art.html Lưu trữ ngày 15 tháng 7 năm 2022 tại Wayback Machine The New York Times.</ref> và thường xuyên xuất hiện trước công chúng với bộ tóc giả bob đặc trưng của mình cùng phong cách thời trang tiên phong đầy màu sắc.
Vào tháng 6 năm 1963, một trong những tác phẩm điêu khắc mềm của Kusama, một chiếc ghế dài được bao phủ bởi những phần nhô ra giống như dương vật mà cô đã khâu, đã được trưng bày tại Phòng trưng bày Xanh. Trong cùng một cuộc triển lãm có tác phẩm điêu khắc papier-mache của Claes Oldenburg, người chưa từng làm việc trong lĩnh vực điêu khắc mềm. Tác phẩm của Kusama nhận được nhiều sự chú ý nhất từ những người tham dự và các nhà phê bình, và đến tháng 9, Oldenburg đã trưng bày tác phẩm điêu khắc mềm được khâu, một số tác phẩm rất giống với tác phẩm của Kusama; Vợ của Oldenburg đã xin lỗi Kusama tại cuộc triển lãm. Theo giáo sư nghệ thuật Midori Yamamura của Fordham, Oldenburg có thể đã lấy cảm hứng từ công việc của Kusama để tự mình sử dụng những mảnh vải được khâu, những mảnh đã khiến anh trở thành một "ngôi sao quốc tế". Kusama trở nên chán nản vì vụ việc. Một sự việc tương tự xảy ra ngay sau đó khi Kusama trưng bày một chiếc thuyền mà cô đã che chắn tác phẩm điêu khắc mềm mại, với những bức ảnh về con thuyền bao phủ hoàn toàn các bức tường của không gian triển lãm, rất sáng tạo. Andy Warhol đã nhận xét về cuộc triển lãm, và không lâu sau đó đã phủ kín các bức tường của không gian triển lãm bằng những bức ảnh về một con bò, khiến anh ấy thu hút được sự chú ý đáng kể. Kusama trở nên rất bí mật về tác phẩm tại studio của cô ấy. Helaine Posner, thuộc Neuberger Museum of Art, cho biết có thể có sự kết hợp nào đó giữa chủ nghĩa phân biệt chủng tộc và phân biệt giới tính đã khiến Kusama, người đang tạo ra tác phẩm có tầm quan trọng ngang nhau, phải những người đàn ông đang sử dụng ý tưởng của cô ấy và nhận được công lao từ việc nhận được sự ủng hộ tương tự.
Chấm bi có hình dạng mặt trời, là biểu tượng cho năng lượng của toàn thế giới và cuộc sống của chúng ta, đồng thời cũng có hình dạng của mặt trăng, tượng trưng cho sự tĩnh lặng. Tròn, mềm mại, đầy màu sắc, vô nghĩa và vô tri. Chấm bi trở thành chuyển động... Chấm bi là con đường đi đến vô cực.— in Người nghiện tự tử ở Manhattan 
Kể từ năm 1963, Kusama tiếp tục chuỗi phòng Gương/Vô cực của mình. Trong các tác phẩm sắp đặt gương vô cực phức tạp này, các căn phòng được xây dựng có mục đích được lót bằng kính tráng gương chứa rất nhiều quả bóng màu neon, treo ở nhiều độ cao khác nhau phía trên người xem. Đứng bên trong, trên một bệ nhỏ, người quan sát sẽ thấy ánh sáng phản chiếu liên tục trên các bề mặt được tráng gương để tạo ảo giác về một không gian vô tận.
Trong những năm tiếp theo, Kusama đã làm việc rất hiệu quả và đến năm 1966, bà đã thử nghiệm các tác phẩm sắp đặt độc lập, có kích thước bằng căn phòng, kết hợp gương, đèn và nhạc truyền vào. Cô ấy tính Judd và Joseph Cornell trong số bạn bè và những người ủng hộ cô ấy. Tuy nhiên, cô không thu được lợi nhuận tài chính từ công việc của mình. Trong khoảng thời gian này, Kusama thường xuyên phải nhập viện vì làm việc quá sức, và O'Keeffe đã thuyết phục đại lý Edith Herbert của chính cô mua một số tác phẩm để giúp Kusama thoát khỏi khó khăn tài chính. Cô ấy không thể kiếm được số tiền mà cô ấy tin rằng mình xứng đáng và sự thất vọng của cô ấy trở nên tột độ đến mức cô ấy đã cố gắng tự tử.
Vào những năm 1960, Kusama đã tổ chức sự kiện kỳ lạ ở những địa điểm dễ thấy như Công viên trung tâm và Cầu Brooklyn, thường liên quan đến ảnh khoả thân và được thiết kế để phản đối [[Chiến tranh Việt Nam] ]]. Trong một lần, cô viết một bức thư ngỏ cho Richard Nixon đề nghị được quan hệ tình dục với anh ta nếu anh ta dừng chiến tranh Việt Nam. Từ năm 1967 đến năm 1969, cô tập trung vào các buổi biểu diễn được tổ chức với mức độ công khai tối đa, thường liên quan đến việc Kusama vẽ chấm bi lên những người biểu diễn khỏa thân của cô ấy, như trong Grand Orgy to Awaken the Dead at the MoMA (1969), trong đó những người biểu diễn được hướng dẫn ôm nhau trong khi thu hút các tác phẩm điêu khắc xung quanh họ tại Vườn điêu khắc của Bảo tàng nghệ thuật hiện đại. Trong sự kiện không báo trước, tám nghệ sĩ biểu diễn dưới sự chỉ đạo của Kusama đã cởi bỏ quần áo, khỏa thân bước vào đài phun nước và tạo dáng bắt chước các tác phẩm điêu khắc gần đó bởi Picasso, Giacometti và Maillol.
Năm 1968, Kusama chủ trì Đám cưới đồng tính đang diễn ra tại Nhà thờ Tự xóa sổ ở 33 Phố Walker ở New York và biểu diễn cùng với Fleetwood Mac và Country Joe and the Fish tại [ [Fillmore East]] ở Thành phố New York. Cô mở xưởng vẽ khỏa thân và một câu lạc bộ xã hội dành cho người đồng tính nam tên là Kusama 'Omophile Kompany (kok).
Cảnh khỏa thân trong các cuộc biểu tình nghệ thuật và nghệ thuật của Kusama là điều vô cùng đáng xấu hổ đối với gia đình cô; trường trung học của cô đã xóa tên cô khỏi danh sách cựu sinh viên. Điều này khiến cô cảm thấy cô đơn và cô lại có ý định tự tử.
Năm 1966, Kusama lần đầu tiên tham gia Venice Biennale cho phiên bản thứ 33 của nó. Vườn hoa thủy tiên của cô bao gồm hàng trăm quả cầu được nhân đôi ở ngoài trời trong cái mà cô gọi là "tấm thảm động học". Ngay sau khi tác phẩm được lắp đặt trên bãi cỏ bên ngoài gian hàng Ý, Kusama, mặc bộ kimono vàng, bắt đầu bán từng quả cầu riêng lẻ với giá 1.200 lire (2 đô la Mỹ), cho đến khi ban tổ chức Biennale đưa ra chấm dứt công việc kinh doanh của cô ấy. Vườn thủy tiên vừa nhằm quảng bá nghệ sĩ thông qua các phương tiện truyền thông vừa là cơ hội để đưa ra lời phê bình về quá trình cơ giới hóa và hàng hóa hóa của thị trường nghệ thuật.
Trong thời gian ở New York, Kusama có một mối quan hệ ngắn ngủi với nghệ sĩ Donald Judd. Sau đó, cô bắt đầu một mối quan hệ thuần khiết, nồng nàn với nghệ sĩ siêu thực Joseph Cornell. Cô kém ông 26 tuổi - họ gọi điện cho nhau hàng ngày, phác họa cho nhau và anh sẽ gửi những bức ảnh ảnh ghép được cá nhân hóa cho cô ấy. Mối quan hệ lâu dài của họ kéo dài cho đến khi ông qua đời vào năm 1972.

### Trở về Nhật Bản: 1973–1977
Năm 1973, Kusama trở lại Nhật Bản. Sự đón nhận từ giới nghệ thuật và báo chí Nhật Bản với bà không mấy thiện cảm; một nhà sưu tầm nghệ thuật nhớ lại việc coi bà là "nữ hoàng bê bối". Bà bị bệnh nhưng vẫn tiếp tục làm việc, viết tiểu thuyết, truyện ngắn và thơ mang tính chất siêu thực và nội tạng gây sốc.
Bà trở nên trầm cảm đến mức không thể làm việc và thực hiện một nỗ lực tự tử khác, sau đó vào năm 1977, bà tìm được một bác sĩ đang sử dụng liệu pháp nghệ thuật để điều trị bệnh tâm thần trong môi trường bệnh viện. Bà đã tự mình đến khám và cuối cùng đã trở thành thường trú tại bệnh viện. Bà ấy đã lựa chọn sống tại bệnh viện kể từ đó. Studio của bà ấy, nơi bà ấy đã tiếp tục sản xuất công việc từ giữa những năm 1970, cách bệnh viện ở Tokyo một quãng ngắn. Kusama thường được trích dẫn rằng: "Nếu không vì nghệ thuật, tôi đã tự sát từ lâu rồi. "
Từ nền tảng này, bà tiếp tục tạo ra các tác phẩm nghệ thuật trên nhiều phương tiện truyền thông khác nhau, cũng như bắt đầu sự nghiệp văn học bằng cách xuất bản một số tiểu thuyết, một tập thơ và một cuốn tự truyện. Phong cách vẽ tranh của bà chuyển sang sơn acrylic màu cao trên canvas, ở quy mô nâng cao.

### Sự hồi sinh: thập niên 1980–nay
Việc Kusama chuyển đến Nhật Bản đồng nghĩa với việc bà phải xây dựng sự nghiệp mới từ đầu.
Những bức tranh một hoặc hai màu trừu tượng hữu cơ của bà ấy (loạt  Lưới vô cực ), mà bà ấy bắt đầu khi đến New York, đã được so sánh với tác phẩm của Jackson Pollock, Mark Rothko và Barnett Newman. Khi rời New York, bà gần như bị lãng quên với tư cách là một nghệ sĩ cho đến cuối những năm 1980 và 1990, khi một số tác phẩm hồi tưởng đã làm sống lại sự quan tâm của quốc tế. Yayoi Kusama: A Retrospective là cuộc khảo sát phê bình đầu tiên của Yayoi Kusama được trình bày tại Trung tâm Nghệ thuật Đương đại Quốc tế (CICA) ở New York vào năm 1989 và được tổ chức bởi Alexandra Munroe.
Sau thành công của gian hàng Nhật Bản tại Venice Biennale vào năm 1993, một căn phòng được tráng gương rực rỡ chứa đầy những tác phẩm điêu khắc bí ngô nhỏ, trong đó bà mặc trang phục của ảo thuật gia phối hợp màu sắc, Kusama tiếp tục tạo ra một tác phẩm điêu khắc bí ngô khổng lồ màu vàng được bao phủ với mô hình quang học của các đốm đen. Quả bí ngô tượng trưng cho một loại bản ngã hoặc chân dung tự họa của bà. "Quả bí ngô" rộng 2,5 mét được làm bằng sợi thủy tinh- nhựa gia cố, được lắp đặt vào năm 1994 trên một bến tàu ở Naoshima, Kagawa, trở thành biểu tượng khi danh tiếng của nghệ sĩ ngày càng tăng trong những thập kỷ tiếp theo; nó đã được cài đặt lại vào năm 2022 sau khi bị một cơn bão phá hủy một năm trước. Tác phẩm sắp đặt sau này của Kusama Tôi ở đây, nhưng không có gì (2000–2008) là một căn phòng được bài trí đơn giản bao gồm bàn ghế, sắp xếp chỗ ngồi và chai lọ, ghế bành và thảm , tuy nhiên, các bức tường của nó được xăm hàng trăm chấm bi huỳnh quang phát sáng dưới ánh sáng UV. Kết quả là một không gian vô tận, vô tận, nơi bản thân và mọi thứ trong phòng đều bị xóa sạch.

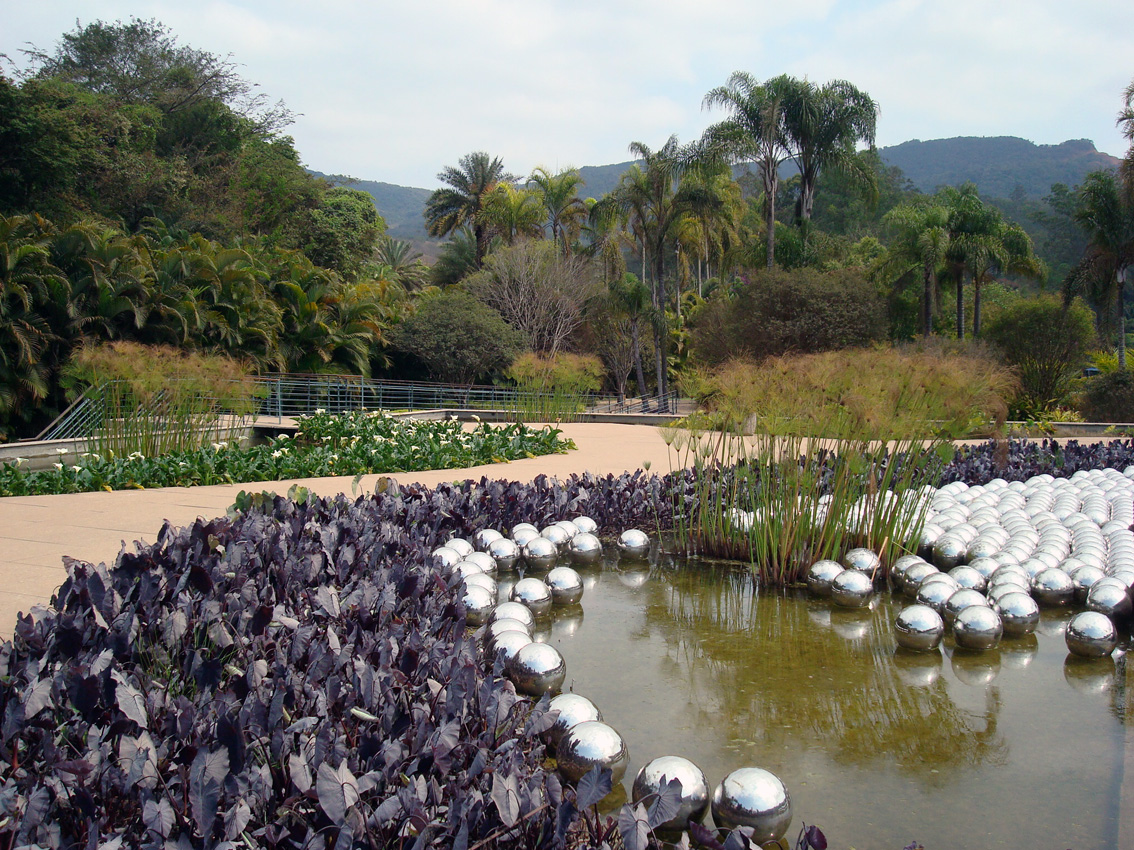
Vườn thủy tiên (2009), Instituto Inhotim, Brumadinho, Brazil

Tác phẩm nổi gồm nhiều phần "Hướng dẫn đến không gian mới", một loạt các "bướu" tròn màu đỏ xe lửa với chấm bi trắng, được trưng bày ở hồ Pandanus. Có lẽ là một trong những tác phẩm khét tiếng nhất của Kusama, nhiều phiên bản khác nhau của Vườn thủy tiên đã được trình chiếu tại các địa điểm trên toàn thế giới bao gồm Le Consortium, Dijon, 2000; Kunstverein Braunschweig, 2003; là một phần của Whitney Biennial ở Công viên Trung tâm, New York năm 2004; và tại Jardin de Tuileries ở Paris, 2010.
Kusama tiếp tục hoạt động như một nghệ sĩ ở thập kỷ thứ chín của mình. Cô ấy đã quay trở lại công việc trước đó bằng cách quay lại vẽ và hội họa; tác phẩm của cô vẫn mang tính đổi mới và đa lĩnh vực, và một cuộc triển lãm năm 2012 đã trưng bày nhiều tác phẩm acrylic trên canvas. Ngoài ra còn có hành trình khám phá không gian vô tận trong căn phòng Gương Vô cực của cô ấy. Chúng thường liên quan đến một căn phòng hình khối được lót bằng gương, có nước trên sàn và đèn nhấp nháy; những đặc điểm này gợi ý một mô hình của sự sống và cái chết.
Vào năm 2015–2016, cuộc triển lãm hồi tưởng đầu tiên ở Scandinavia do Marie Laurberg phụ trách, đã đi đến bốn bảo tàng lớn trong khu vực, khai mạc tại Bảo tàng Nghệ thuật Hiện đại Louisiana ở Đan Mạch và tiếp tục Henie Onstad Kunstsenter Bảo tàng, Na Uy; Moderna Museet ở Thụy Điển và Bảo tàng nghệ thuật Helsinki ở Phần Lan. Triển lãm lớn này có hơn 100 đồ vật và các thiết bị lắp đặt trong phòng gương quy mô lớn. Nó giới thiệu một số tác phẩm đầu tiên chưa được trình chiếu trước công chúng kể từ khi chúng được tạo ra lần đầu tiên, bao gồm phần trình bày về thiết kế thời trang thử nghiệm của Kusama từ những năm 1960.
Vào năm 2017, một cuộc hồi tưởng 50 năm công việc của bà đã được khai mạc tại Bảo tàng Hirshhorn ở Washington, DC. Cuộc triển lãm bao gồm sáu phòng Gương vô cực và dự kiến sẽ đi đến năm bảo tàng ở Hoa Kỳ và Canada.
Vào ngày 25 tháng 2 năm 2017, triển lãm Tất cả tình yêu vĩnh cửu mà tôi dành cho những quả bí ngô của Kusama, một trong sáu thành phần trong các phòng Gương vô cực của cô tại Bảo tàng Hirshhorn, đã tạm thời đóng cửa trong ba ngày sau khi một phòng bị hư hại. của các tác phẩm điêu khắc bí ngô phát sáng của triển lãm. Căn phòng có kích thước Bản mẫu:Chuyển đổi và chứa hơn 60 tác phẩm điêu khắc bí ngô, là một trong những điểm tham quan nổi tiếng nhất của bảo tàng từ trước đến nay. Allison Peck, phát ngôn viên của Hirshhorn, cho biết trong một cuộc phỏng vấn rằng bảo tàng "chưa bao giờ có buổi biểu diễn nào với nhu cầu của du khách như vậy", với tổng số phòng có hơn 8.000 du khách từ khi mở cửa đến khi đóng cửa tạm thời. Trong khi có những báo cáo trái ngược nhau trên các phương tiện truyền thông về giá thành của tác phẩm điêu khắc bị hư hỏng và chính xác nó đã bị hỏng như thế nào, Allison Peck tuyên bố rằng "không có giá trị nội tại đối với từng tác phẩm riêng lẻ. Nó là một bộ phận được sản xuất thành một tác phẩm lớn hơn." Triển lãm đã được cấu hình lại để bù đắp cho tác phẩm điêu khắc còn thiếu và một tác phẩm mới sẽ được Kusama sản xuất cho triển lãm. Triển lãm Gương Vô cực đã trở thành một hiện tượng trong giới phê bình nghệ thuật cũng như trên thế giới truyền thông xã hội. Khách tham quan bảo tàng đã chia sẻ 34.000 hình ảnh về cuộc triển lãm lên tài khoản Instagram của họ và các bài đăng trên mạng xã hội sử dụng hashtag #InfiniteKusama đã thu được 330 triệu lượt hiển thị, theo báo cáo của Smithsonian một ngày sau khi triển lãm kết thúc. Các tác phẩm này đã cung cấp cài đặt hoàn hảo cho những bức ảnh selfie có thể đăng trên Instagram và vô tình được thêm vào tính chất biểu diễn của tác phẩm.
Cuối năm 2017, Bảo tàng Yaayoi Kusama mở cửa ở Tokyo, trưng bày các tác phẩm của cô.

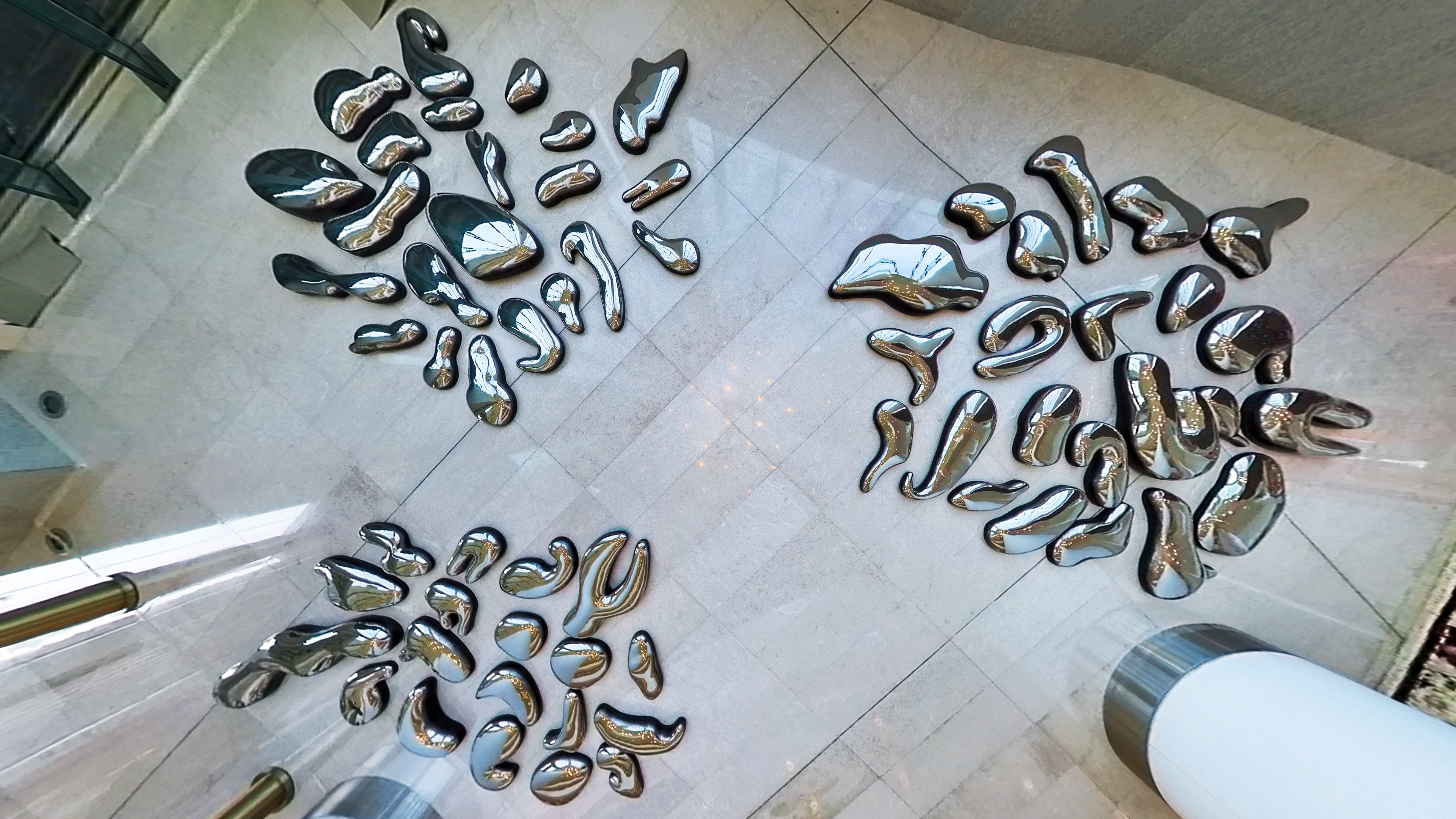
Clouds (2019) tại

Trung tâm văn hóa Nita Mukesh Ambani]] ở Mumbai, Ấn Độ]]
Vào ngày 9 tháng 11 năm 2019, triển lãm Mỗi ngày tôi cầu nguyện cho tình yêu của Kusama đã được trưng bày tại Phòng trưng bày David Zwirner cho đến ngày 14 tháng 12 năm 2019. Triển lãm kết hợp các tác phẩm điêu khắc và hội họa, đồng thời bao gồm sự ra mắt của cô  Phòng nhân đôi vô cực - Ánh đèn nhảy múa bay lên vũ trụ . Danh mục do sách của David Zwirner xuất bản bao gồm các văn bản và bài thơ của nghệ sĩ.
Vào tháng 1 năm 2020, Hirshhorn thông báo sẽ ra mắt các sản phẩm mua lại Kusama mới, bao gồm hai Phòng Gương Vô cực, tại một cuộc triển lãm sắp tới mang tên One with Eternity: Yayoi Kusama in the Hirshhorn Collection. Tên của cuộc triển lãm bắt nguồn từ một bức thư ngỏ Kusama viết cho Tổng thống lúc bấy giờ là Richard Nixon vào năm 1968, viết: "Hãy quên đi chính mình, Richard thân yêu nhất, và trở thành một với cái tuyệt đối, tất cả cùng nhau trong hoàn toàn."
Vào tháng 11 năm 2021, một cuộc triển lãm hoành tráng cung cấp cái nhìn tổng quan về các giai đoạn sáng tạo chính của Kusama trong 70 năm qua, với khoảng 200 tác phẩm và bốn Phòng Vô cực (lắp đặt gương độc đáo) đã ra mắt tại Bảo tàng Nghệ thuật Tel Aviv Nghệ thuật. Hoạt động hồi tưởng kéo dài gần 3.000 m2 qua hai tòa nhà của Bảo tàng, trong sáu phòng trưng bày và bao gồm 2 tác phẩm mới: Bó hoa tình yêu tôi nhìn thấy trong vũ trụ, 2021 và Ánh sáng vũ trụ soi sáng cuộc tìm kiếm sự thật, 2021.
Tính đến cuối tháng 12 năm 2022, M+ Museum của Hồng Kông đã tổ chức một cuộc hồi tưởng về sự nghiệp của Kusama mang tên "Yayoi Kusama: 1945 đến nay". Cuộc triển lãm kéo dài đến tháng 5 năm 2023 là triển lãm hồi tưởng lớn nhất về nghệ thuật của cô ở châu Á, không bao gồm quê hương của cô.
Bảo tàng nghệ thuật Pérez Miami có buổi trưng bày tác phẩm gần đây nhất của Kusama ở Nam Florida. Yayoi Kusama: LOVE IS CALLING sẽ được trưng bày và công chúng có thể truy cập đến hết năm 2024.

## Ý nghĩa và nguồn gốc tác phẩm
Người phụ trách Mika Yoshitake đã tuyên bố rằng các tác phẩm được trưng bày của Kusama nhằm mục đích đưa toàn bộ con người vào sự tích lũy, nỗi ám ảnh và sự lặp lại của cô ấy. Những tác phẩm lặp đi lặp lại vô tận này ban đầu là cách để Kusama loại bỏ những suy nghĩ xâm phạm của mình. Claire Voon đã mô tả một trong những vật trưng bày trong gương của Kusama là có thể "đưa bạn đến vũ trụ yên tĩnh, đến một mê cung cô đơn của ánh sáng xung động , hoặc thứ có thể là bộ phận bên trong bao bọc của một con quái vật mắc bệnh sởi.
Việc tạo ra những cảm xúc này giữa khán giả là có chủ ý. Những trải nghiệm này dường như chỉ có trong công việc của cô vì Kusama muốn người khác thông cảm cho cô trong cuộc sống khó khăn của cô. Bedatri D. Choudhury đã mô tả cảm giác mất kiểm soát của Kusama trong suốt cuộc đời đã khiến cô như thế nào một cách có ý thức hoặc tiềm thức, muốn kiểm soát cách người khác cảm nhận về thời gian và không gian khi bước vào khu trưng bày của cô. Nghệ thuật đã trở thành một cơ chế đối phó của Kusama.
Năm 1962, Kusama tạo ra tác phẩm của mình, Tích lũy tem, 63 . Chất liệu được sử dụng là dán nhãn và mực trên giấy có kích thước 23 3/4 x 29" (60,3 x 73,6 cm). Tác phẩm được Phillip Johnson tặng cho Phòng Vẽ và In tại Bảo tàng Nghệ thuật Hiện đại. Kusama đã trải qua ảo giác về hoa, dấu chấm và lưới trong thời thơ ấu của mình. Những hình ảnh này nhấn chìm môi trường xung quanh cô, bao phủ mọi thứ từ trần nhà đến cửa sổ và tường. Cô nhìn thấy mô hình tương tự mở rộng để bao trùm cơ thể của cô ấy và toàn bộ vũ trụ. Cuộc đấu tranh của Kusama với những ảo giác này, vốn có liên quan đến bệnh tâm thần, đã ảnh hưởng đến phong cách nghệ thuật của cô. Tới Để đối phó với tình trạng của mình, Kusama đã áp dụng các hình thức lặp đi lặp lại trong nghệ thuật của mình, sử dụng nhãn và nhãn dán mua ở cửa hàng. Cô ấy không xem nghệ thuật của mình như một mục đích tự thân mà là một phương tiện để giải quyết tình trạng khuyết tật bắt nguồn từ thời thơ ấu của cô ấy. Quá trình lặp lại, thể hiện rõ trong các bức ảnh ghép của cô, phản ánh cách tiếp cận nghệ thuật của cô. Do đó, nhiều tác phẩm nghệ thuật của cô mang tiêu đề bao gồm các từ như "tích lũy" và "vô cực".

## Tác phẩm và ấn phẩm

### Trình diễn
Trong Walking Piece của Kusama (1966), một buổi biểu diễn được ghi lại trong một loạt mười tám slide màu, Kusama đi dọc các con phố của Thành phố New York trong bộ kimono truyền thống của Nhật Bản trong khi cầm một chiếc dù. Bộ kimono gợi ý vai trò truyền thống của phụ nữ trong phong tục Nhật Bản. Tuy nhiên, chiếc dù che này được làm để trông không thật vì thực chất nó là một chiếc ô màu đen, bên ngoài sơn màu trắng và trang trí bằng hoa giả. Kusama bước xuống những con phố vắng người trong một nhiệm vụ không xác định. Sau đó, cô ấy quay lại và khóc mà không có lý do, rồi cuối cùng bỏ đi và biến mất khỏi tầm mắt.
Buổi biểu diễn này, thông qua sự kết hợp của kimono, liên quan đến những khuôn mẫu mà phụ nữ Mỹ gốc Á tiếp tục phải đối mặt. Tuy nhiên, là một nghệ sĩ tiên phong sống ở New York, hoàn cảnh của cô đã làm thay đổi bối cảnh của chiếc váy, tạo ra sự kết hợp đa văn hóa. Kusama đã có thể làm nổi bật khuôn mẫu mà khán giả người Mỹ da trắng phân loại cô, bằng cách cho thấy sự vô lý của việc phân loại mọi người về mặt văn hóa trong cái nồi lớn nhất thế giới.

### Phim
Năm 1968, tác phẩm hợp tác Kusama và Jud Yalkut Sự tự xóa bỏ bản thân của Kusama đã giành được giải thưởng tại Cuộc thi phim thử nghiệm quốc tế lần thứ tư ở Bỉ và Liên hoan phim Maryland lần thứ hai và giải nhì tại Liên hoan phim Ann Arbor. Bộ phim thử nghiệm năm 1967 do Kusama sản xuất và đóng vai chính mô tả Kusama vẽ chấm bi lên mọi thứ xung quanh mình, kể cả cơ thể.
Năm 1991, Kusama đóng vai chính trong bộ phim Tokyo Decadence, do Ryu Murakami viết kịch bản và đạo diễn, và vào năm 1993, bà hợp tác với nhạc sĩ người Anh Peter Gabriel trong tác phẩm sắp đặt trong Yokohama.

### Thời trang
Năm 1968, Kusama thành lập Công ty TNHH Thời trang Kusama và bắt đầu bán thời trang tiên phong ở "Góc Kusama" tại Bloomingdales. Năm 2009, Kusama đã thiết kế một chiếc điện thoại di động hình túi xách mang tên Túi xách cho du hành vũ trụ, My Doggie Ring-Ring, một chiếc điện thoại chấm màu hồng trong giá đỡ hình con chó đi kèm và một chiếc điện thoại có chấm màu đỏ và trắng bên trong một chiếc hộp có chấm, có gương có tên  Nỗi ám ảnh về dấu chấm, Hạnh phúc trọn vẹn với dấu chấm , dành cho thương hiệu "iida" của gã khổng lồ truyền thông di động Nhật Bản KDDI Corporation . Mỗi chiếc điện thoại được sản xuất giới hạn 1.000 chiếc.
Năm 2011, Kusama đã tạo ra tác phẩm nghệ thuật cho sáu loại son bóng phiên bản giới hạn của Lancôme. Cùng năm đó, bà làm việc với Marc Jacobs (người đã đến thăm studio của bà ở Nhật Bản vào năm 2006) trên dòng sản phẩm Louis Vuitton, bao gồm hàng da, quần áo may sẵn, phụ kiện, giày, đồng hồ và trang sức. Các sản phẩm này đã có mặt vào năm 2012 tại một SoHo cửa hàng bật lên, được trang trí bằng những phần nhô ra và chấm bi giống như xúc tu đặc trưng của Kusama. Cuối cùng, sáu cửa hàng tạm thời khác đã được mở trên khắp thế giới. Khi được hỏi về sự hợp tác của bà với Marc Jacobs, Kusama trả lời rằng "thái độ chân thành của anh ấy đối với nghệ thuật" cũng giống như thái độ của bà. Louis Vuitton đã tạo ra bộ sản phẩm thứ hai vào năm 2023.

### Văn học
Năm 1977, Kusama xuất bản tập thơ và tranh có tựa đề 7. Một năm sau, cuốn tiểu thuyết đầu tiên Người nghiện tự sát Manhattan của bà xuất hiện. Từ năm 1983 đến năm 1990, bà hoàn thành các tiểu thuyết The Hustler's Grotto of Christopher Street (1983), The Burning of St Mark's Church (1985), Giữa Heaven and Earth (1988), Woodstock Phallus Cutter (1988), Aching Chandelier (1989), Double Suicide at Sakuragazuka (1989), và Angels in Cape Cod (1990), cùng với một số số của cuốn tạp chí S&M Sniper hợp tác với nhiếp ảnh gia Nobuyoshi Araki. Nỗ lực sáng tác gần đây nhất của bà bao gồm cuốn tự truyện Infinity Net xuất bản năm 2003 mô tả cuộc sống của bà từ khi lớn lên ở Nhật Bản, chuyến đi đến Hoa Kỳ và việc bà trở về với chính mình quê hương nơi bà đang sinh sống. Infinity Net bao gồm thơ của nghệ sĩ và những bức ảnh về các cuộc triển lãm của bà.
Vào tháng 10 năm 2023, Kusama đã xin lỗi về một số bình luận phân biệt chủng tộc chống lại Người da đen trong bài viết của mình.

### Dự án
Cho đến nay, Kusama đã hoàn thành một số tác phẩm điêu khắc ngoài trời lớn, chủ yếu ở dạng cây và hoa quái dị có màu sắc rực rỡ, cho các tổ chức công cộng và tư nhân, bao gồm  Bí ngô (1994) cho Bảo tàng nghệ thuật thành phố Fukuoka; Những bông hoa nhìn xa trông rộng (2002) cho Bảo tàng Nghệ thuật Thành phố Matsumoto; Tsumari in Bloom (2003) cho Matsudai Station, Niigata; Tulipes de Shangri-La (2003) cho Euralille ở Lille, Pháp; Bí ngô đỏ (2006) cho Thị trấn Naoshima, Kagawa; Xin chào, Anyang with Love (2007) cho Công viên Pyeonghwa (nay được gọi là World Cup Park), Anyang; và The Hymn of Life: Tulips (2007) cho Beverly Gardens Park ở Los Angeles. Năm 1998, bà nhận vẽ một bức tranh tường cho hành lang của ga tàu điện ngầm Gare do Oriente ở Lisbon. Bên cạnh những tác phẩm hoành tráng này, bà còn tạo ra những tác phẩm ngoài trời quy mô nhỏ hơn bao gồm Key-Chan và Ryu-Chan, một cặp chó chấm. Tất cả các tác phẩm ngoài trời đều được đúc bằng nhựa gia cố sợi thủy tinh có độ bền cao, sau đó được sơn bằng urethane để tạo độ bóng hoàn hảo.
Vào năm 2010, Kusama đã thiết kế một chiếc xe buýt kiểu Town Sneaker mà cô đặt tên là Mizutama Ranbu (Wild Polka Dot Dance) và có tuyến đường đi qua quê hương của bà Matsumoto. Năm 2011, bà được giao nhiệm vụ thiết kế bìa trước của hàng triệu bản đồ bỏ túi London Underground; kết quả mang tên Lễ hội chấm bi ở London (2011). Trùng hợp với cuộc triển lãm tác phẩm của nghệ sĩ tại Whitney Museum of American Art vào năm 2012, một bản tái tạo 120 foot (37 m) bức tranh Cây vàng (1994) của Kusama đã được bảo hiểm một tòa nhà chung cư đang được xây dựng ở Quận Meatpacking của New York. Cùng năm đó, Kusama hình thành ý tưởng lắp đặt bức tranh sàn mang tên Thousands of Eyes cho Tòa án Luật mới của Nữ hoàng Elizabeth II, Brisbane.